# Mercedes-Benz M121
Mercedes-Benz M121 — рядный четырёхцилиндровый бензиновый двигатель внутреннего сгорания компании Mercedes-Benz, который выпускался с 1955 по 1968 год. Он применялся в легковых автомобилях, микроавтобусах и грузовых автомобилях; в 1957 году прототип Unimog 411 также был оснащён этим двигателем.

## История
Впервые двигатель M121 был представлен на W121, где развивал мощность 75 л. с. Модель 190 выпускалась параллельно с моделью 180, в которой до 1957 года применялся двигатель M136, а затем была установлена версия двигателя M121 мощностью 65 л. с.
Основное отличие двигателей моделей 170 и 180 заключается в верхнем распределительном валу с приводом от дуплексной роликовой цепи с масляными гидравлическими натяжителями и приводом клапанов с помощью тяговых рычагов. M136 по-прежнему имел боковой клапан с очень прочными камерами сгорания, что неблагоприятно сказывалось на расходе топлива.
С появлением в 1961 году модели W110 мощность двигателя увеличилась до 80 л. с. С появлением в 1965 году модели Type 200 двигатель M121 имел объём двигателя 2 литра и развивал мощность 95 л. с. Производитель Daimler-Benz впервые применил карбюратор Stromberg постоянного давления, поршень золотника которого приводится в действие уже не непосредственно от педали акселератора, а косвенно через систему контроля разрежения. Карбюраторы, которые применялись только в четырёхцилиндровых двигателях 1965—1968 годов, изначально часто имели дефекты.
Первые версии M121 имели только три подшипника коленвала: на переднем шкиве, между вторым и третьим цилиндрами и в задней части маховика. Поэтому ход двигателя считался достаточно «неровным». Самым значительным изменением M121 стал коленвал с пятью подшипниками, представленный на Mercedes 200 в 1965 году, что сделало работу двигателя более плавной.

## Применения

### M121
- 190 SL (W 121 B II), 105 л. с., 1955—1963
- L 319, 65 л. с., с 1956
- O 319, 65 л. с., с 1956
- 190 (W 121, «kleiner Ponton»), 75—80 л. с., 1956—1961
- 180 (W 120, «kleiner Ponton»), 65—68 л. с., 1957—1961
- 190 (W 110, «kleine Heckflosse»), 80 л. с., 1961—1965
- 200 (W 110, «kleine Heckflosse»), 95 л. с., 1965—1968